# Jalna (België)
Jalna is een natuurgebied in Heure-en-Famenne eigendom van het Koninklijk Belgisch Verbond voor de Bescherming van de Vogels (KBVBV).

## Geschiedenis
Het gebied behoorde toe aan een groep van leerkrachten uit Gent die er bosklassen lieten doorgaan. In 1994 werd de locatie geschonken aan het Koninklijk Belgisch Verbond voor de Bescherming van de Vogels.

## Gegevens
- 15 hectare
- Overnachtingsplaats voor 60 man

## Fauna
In het park komen er 203 soorten spinnen, 223 soorten nachtvlinders, 56 soorten dagvlinders, 99 soorten vogels en zoogdieren vooral waaronder de eikelmuis en de kerkuil.

## Flora
In het park zijn er 559 soorten planten en 953 soorten paddenstoelen aangetroffen.